# Миллс, Джонатан
Джо́натан Миллс (англ. Jonathan Mills), уроженец Австралии — композитор, менеджер, директор Эдинбургского международного фестиваля с 2006 года.

## Факты биографии
Джонатан Миллс родился 21 марта 1963 года в Сиднее и рос в штате Новый Южный Уэльс. Он вспоминает своё первое посещение Эдинбурга в возрасте 10 или 11 лет, которое запомнилось ощущением приятной шотландской прохлады по сравнению с австралийской жарой. Его дед по материнской линии был родом из небольшого города Партик, присоединённого в XX веке к Глазго. Отец Джонатана, хирург по профессии, был среди австралийских и британских военнопленных в японском лагере города Сандакан.
В 1984 году Миллс завершил обучение в Сиднейском университете, получив степень бакалавра музыки по композиции. Позднее он получил ещё степень магистра по акустическому дизайну в Королевском Мельбурнском технологическом институте штата Виктория.

## Карьера
В период с 1988 по 2003 год Миллс активно работал как композитор, был художественным руководителем музыкальных фестивалей Австралии — в Сиднее, Брисбене, Мельбурне. Особенно успешными стали праздники встречи нового тысячелетия в Мельбурне и фестивали последующих годов. В их общую программу Миллс включал оперу, балет, концерт, радиоцикл и так далее, что способствовало успеху его карьеры фестивального менеджера.
Праздничную многоликость Миллс культивирует и после переезда в Шотландию уже в статусе директора Эдинбургского международного фестиваля искусств. Его предшественником на этом посту был сэр Брайан Макмастер (англ. Sir Brian McMaster), которого называли полной противоположностью Миллсу. С 1999 года штаб этого престижного фестиваля располагается в Хабе.

## Интервью
Как фестивальный директор, посещая разные страны, Джонатан Миллс часто встречается с прессой и подробно разъясняет журналистам особенности Эдинбургских фестивалей с их многообразием и различными новыми идеями.
На вопрос о критериях отбора для участия в Эдинбургском фестивале Миллс отвечает:
У нас нет какой-то единой процедуры отбора. С каждым конкретным коллективом, спектаклем, происходит индивидуальная встреча, и, соответственно, к каждому – индивидуальный подход. Но основной принцип все же состоит в том, что мы коллекционируем идеи, а не звезд, в отличие от других фестивалей. Задача Эдинбургского фестиваля – соединить совершенно новое и уже знаменитое. Мы не замыкаемся на традиционном и не ограничиваем себя современным, а обращаемся и к тому, и к другому.
В интервью на российском телеканале Миллс рассказал об актуальной сквозной тематике 2014 года, связанной со столетием начала Первой мировой войны.  В разных встречах и беседах Миллс не устаёт повторять о своей любви к русской культуре.

## Признание и награды
В разных странах мира Джонатан Миллс был отмечен признанием и наградами.
- 2001 год — австралийская Медаль Столетия[16].
- 2005 год — награда международного фестиваля Prix Italia[5].
- 2008 год — присуждение почётной степени Университета королевы Маргариты[нем.] за успешную фестивальную деятельность[17], а также присуждение степени доктора наук Стерлинговского университета [18].
- 2011 год — присвоение звания офицера Ордена Австралии[19].
- 2013 год — присвоение сэру Джонатану Эдварду Харланду Миллсу почётной степени доктора филологии в Сент-Эндрюсском университете [7], а также  почётного доктора искусств Мельбурнского королевского технологического университета[20].

Из двенадцати разнообразных фестивалей, параллельно проводимых в столице Шотландии, руководимый Миллсом Международный фестиваль искусств внесён в Книгу рекордов Гиннесса как крупнейший в мире.